# Ferdinand aus der Fünten
Ferdinand Hugo (Ferdy) aus der Fünten (Mülheim an der Ruhr, 17 december 1909 – Duisburg, 19 april 1989) was een ter dood veroordeelde Duitse oorlogsmisdadiger die tijdens de Tweede Wereldoorlog de feitelijke leiding gaf aan de deportatie van tienduizenden Joden, met name vanuit Amsterdam. Tevens was hij betrokken bij talrijke razzia's. Hij behoorde tot de Vier van Breda, nadien de Drie en de Twee van Breda. Hij zat na gratie een levenslange gevangenisstraf uit voor oorlogsmisdaden en werd in januari 1989 vrijgelaten.

## Jonge jaren
Aus der Fünten was de op een na jongste in een gezin met vier kinderen. Na de lagere school richtte hij zich op het koopmansvak in de textielbranche. Hij werkte bij meerdere winkelbedrijven, voordat hij na een faillissement in 1931 werkloos werd. Een jaar later sloot hij zich aan bij de NSDAP. Eveneens in 1932 meldde hij zich als vrijwilliger bij de SS, naar eigen zeggen, omdat hem een positie als schrijver was toegezegd. In 1938 werd hij bevorderd tot officier.

## Tweede Wereldoorlog
Voordat hij naar Nederland werd uitgezonden, was hij Verwaltungsführer bij de Keulse Sicherheitsdienst. Als SS'er was hij tijdens de Tweede Wereldoorlog in Nederland betrokken bij de deportatie van Joden naar de concentratie- en vernietigingskampen in Duitsland en bezet Polen, doordat hij in 1941 als Hauptsturmführer, vergelijkbare Nederlandse rang: kapitein, de informele leiding kreeg over het bureau dat deze deportatie moest uitvoeren, de Zentralstelle für jüdische Auswanderung (vertaald: Centraal bureau voor Joodse emigratie). Naar eigen zeggen was hij in september 1941 in Nederland komen werken om als Verwaltungsführer meteen de leiding te krijgen over het administratieve gedeelte van de Zentralstelle für jüdische Auswanderung. Later kreeg hij er de administratieve leiding over de samenstelling van de kartotheek. Volgens Aus der Fünten kreeg hij steeds meer werkzaamheden, totdat hij uiteindelijk de informele leiding over het bureau kreeg. Officieel was hij toen plaatsvervangend chef. Tijdens zijn eerste proces vertelde Aus der Fünten dat hij tot mei 1944 bij dit bureau werkzaam bleef. 
Aus der Fünten was betrokken bij talrijke razzia's van Joden in de stad Amsterdam, die vervolgens op transport werden gesteld naar Kamp Westerbork om vandaar doorgezonden te worden naar concentratie- en vernietigingskampen in Duitsland en bezet Polen. Hij had verder onder meer de leiding bij de voorbereiding en uitvoering van de deportatie naar Kamp Westerbork of rechtstreeks naar Auschwitz van alle of vrijwel alle Joodse patiënten en Joods personeel van onder meer De Joodse Invalide, het Portugees Israëlitisch Ziekenhuis, het Nederlands Israëlitisch Ziekenhuis, het Joodse bejaardenhuis de Wertheimstichting en van de Joodse psychiatrische inrichting Het Apeldoornsche Bosch. Vrijwel iedereen werd uiteindelijk op gruwelijke wijze om het leven gebracht of overleed aan ontberingen. In mei 1943 stelde Aus der Fünten in Kamp Westerbork meerdere Joden die met niet-Joden getrouwd waren voor de keus om sterilisatie te ondergaan of gedeporteerd te worden naar Polen, bij de laatste de woorden toevoegend: 'En u weet wat dat betekent', wat velen deed geloven dat hun daar dan de dood wachtte. De meesten lieten zich daarop - tegen hun wil - steriliseren.

## Rechtszaken
Na afloop van de oorlog werd Aus der Fünten opgepakt en voor het Amsterdamse Bijzonder Gerechtshof gebracht. Hij bracht in zijn verdediging naar voren dat hij slechts bevelen had opgevolgd en dat hij er niet bekend mee was geweest dat de meeste gedeporteerden een zekere dood tegemoet gingen. Op 27 december 1949 werd hij tot levenslange gevangenisstraf veroordeeld. Het Hof oordeelde dat Aus der Fünten zijn daden had verricht als onderdeel van zijn dienstbetrekking bij het Duitse leger, maar dat niet bewezen was dat hij kennis had van wat de gedeporteerden elders precies te wachten stond. Wel had hij bij de uitoefening van zijn functie grote onbarmhartigheid getoond. Tevens werd hem verweten dat hij minderen de kans had gegeven om eveneens oorlogsmisdaden te begaan. Enige clementie kreeg hij voor het gegeven dat hij volgens het Hof in opdracht handelde. Een en ander werd als volgt op papier gesteld:
Aus der Fünten heeft een groot practisch aandeel genomen in de tenuitvoerlegging van de onmenselijke maatregelen tot vervolging en deportatie der Joden in Nederland, speciaal in Amsterdam, door de Duitse bezettende macht getroffen; hij heeft er alzo toe medegewerkt dat tienduizenden en tienduizenden Nederlandse burgers van Joodse afkomst zijn opgespoord, bijeengedreven en hun ongeluk tegemoet gevoerd naar het kamp Westerbork en van daar naar de vernietigingskampen in Auschwitz, Sobibor, Birkenau e.a.;
 
Aus der Fünten heeft hierbij grote onbarmhartigheid aan de dag gelegd, en er bestaat geen twijfel of hij heeft begrepen, dat terwijl hij de ongelukkige Joden aanbracht en overgaf, mannen en vrouwen, maar ook ouden van dagen, jonge kinderen en zieken, hij daarmee voor hen een rampzalige toekomst hielp openen, al wist hij niet in bijzonderheden, welke duivelse maatregelen hen daar wachtten;
zowel zijn houding aan de Zentralstelle für Jüdische Auswanderung te Amsterdam, als bij de razzia's aldaar, te Rotterdam en Den Haag, de ontruiming van de verschillende gestichten en van het Israëlitisch krankzinnigengesticht Apeldoornse Bos, behoren tot de vreselijkste schanddaden van Duitse zijde in Nederland bedreven, waarbij Aus der Fünten ook persoonlijk gevoelloze hardheid en initiatief heeft betoond;
hem moet derhalve een der zwaarste straffen worden opgelegd, waarover het Hof krachtens de wet beschikt;
dat hem daarbij niet de doodstraf wordt opgelegd vindt zijn reden hierin, dat naar 's Hofs bevinding de opperste en doorslaggevende verantwoordelijkheid voor de onmenselijke maatregelen tegen de Nederlandse burgers van Joodse afkomst gelegen heeft bij de hogere machthebbers, de Jodenverdelging najagende als een algemeen stelsel Rauter en de kring van de Befehlhaber der Sicherheitspolizei in Den Haag, terwijl hij zelf zich door deze leiding heeft laten gebruiken als een inderdaad veel te dienstijverig en meedogenloos instrument, zeer wel wetende wat hij deed en misdeed, maar toch in actie gehouden door degenen, die in hogere bureaux gezeten de afschuwelijke plannen uitbroedden en doorgaven en een figuur als Aus der Fünten voor de volle jammer van de tenuitvoerlegging lieten opkomen;
hen treft derhalve een veel zwaardere aansprakelijkheid dan die van de ondergeschikte in de eigenlijke zin van het woord, maar aan de andere kant wordt zijn aansprakelijkheid in zekere zin begrensd door de niets ontziende, steeds doordrijvende leiding van de hoogstgeplaatsten;
 
op grond van deze overwegingen is het rechtvaardig hem de levenslange gevangenisstraf op te leggen...
Aus der Fünten berustte in zijn strafoplegging, maar het Openbaar Ministerie ging in cassatie en op 12 juli 1950 kreeg hij alsnog de doodstraf. Dat hij in opdracht handelde, deed volgens de Bijzondere Raad van Cassatie niet af aan de ernst van zijn wandaden. Tevens werd hem verweten dat hij wel degelijk weet zou hebben gehad van de uitroeiingspolitiek ten aanzien van Joden. Er werd verder gevonnist dat Aus der Fünten zijn misdrijven niet had begaan in krijgsdienst, maar in staatsdienst, dus als civiel ambtenaar, ook al was hij lid van de SS. Het doodvonnis werd als volgt gemotiveerd:
... ook al zijn er hier te lande hoger geplaatste Duitse functionarissen werkzaam geweest, op wie voor het gebeurde een nog zwaardere algemene verantwoordelijkheid rust, dit niet voldoenden grond oplevert om de doodstraf te zwaar te achten voor een man als gerequireerde, die bij de duivelse vervolging van Joodse Nederlanders, onder wie ouden van dagen, kinderen, zieken en krankzinnigen, op zo stuitende wijze persoonlijk een rol heeft gespeeld; dat gerequireerde blijkens zijn daden en blijkens zijn vele uitlatingen een ontstellende onbarmhartigheid en gevoelloosheid jegens zijn slachtoffers heeft betoond, te afschuwelijker, omdat hij blijkens de overvloedige gegevens, die in de sententie vervat zijn, bekend is geweest met de uitroeiingspolitiek van zijn Regering tegenover de Joden en daarmede heeft ingestemd; dat ook overigens de harteloosheid van gerequireerde op zo overtuigende wijze en in zovele opzichten is gebleken, dat de Raad tot geen andere slotsom kan komen ....
Omdat koningin Juliana grote gewetensbezwaren had tegen deze straf en gratie verleende, werd het doodvonnis op 15 januari 1951 toch weer omgezet in een levenslange gevangenisstraf.

## Na het eindvonnis

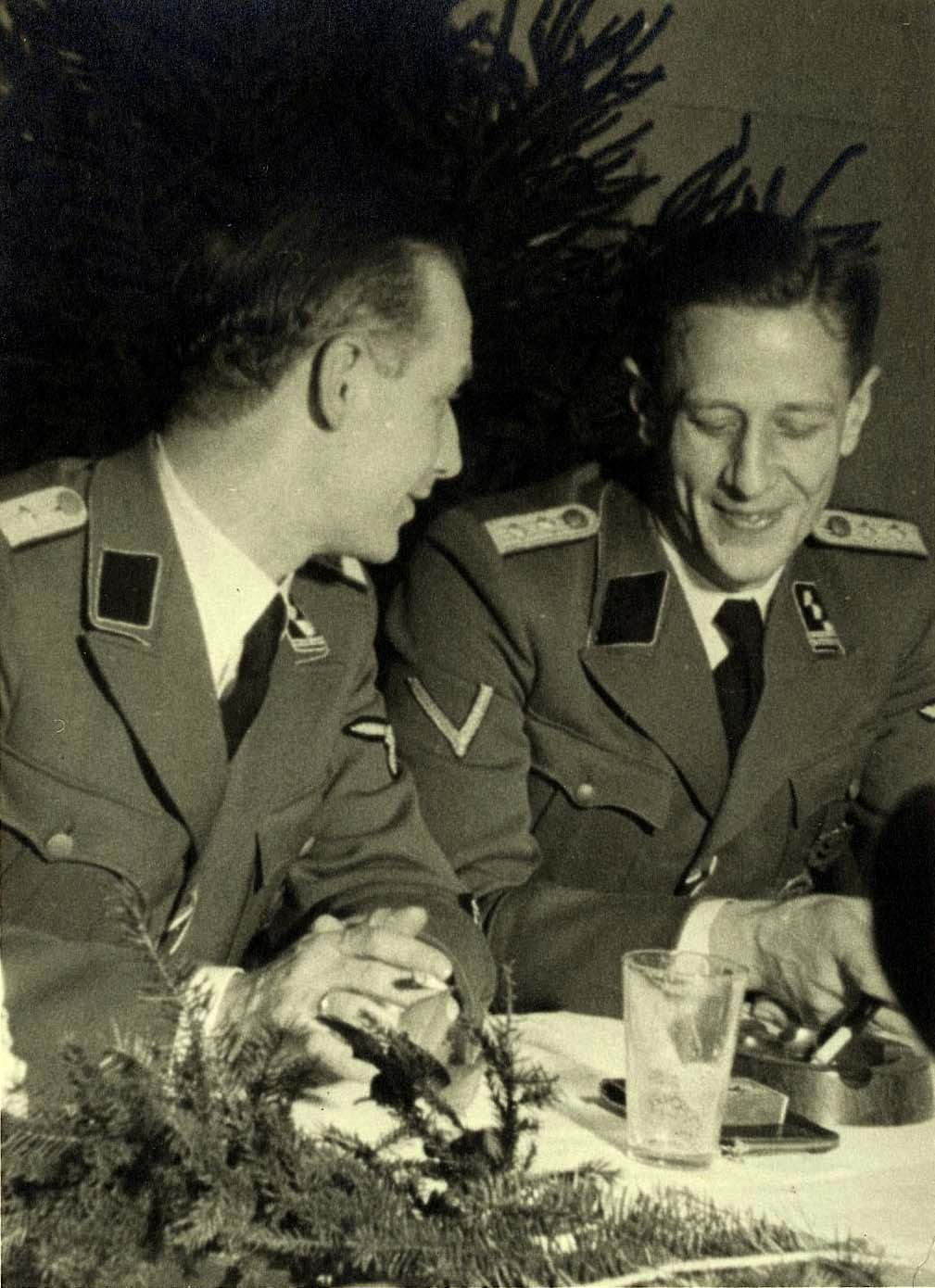
December 1942 in Kamp Westerbork. Links kampcommandant SS-Obersturmführer Albert Konrad Gemmeker, rechts SS-Hauptsturmführer Ferdinand aus der Fünten.

Aus der Fünten moest zijn straf in de koepelgevangenis van Breda uitzitten. Op 7 november 1952 werd hij met de andere Duitse oorlogsmisdadigers Franz Fischer en Joseph Kotalla vanuit de gevangenis van Norgerhaven in Veenhuizen naar Breda overgebracht. Hij kon er goed overweg met de oudste kok, die hem stimuleerde zich voor het keukenwerk te interesseren en werd gevraagd een interne koksopleiding te volgen. Hij slaagde voor het koksdiploma en kookte sindsdien dagelijks, zeven dagen per week, voor de gevangenen en zette thee en koffie voor hen. Op zijn 75ste werd hij om medische redenen door de directie gedwongen met zijn keukenwerk te stoppen. Daarna vulde hij zijn dagen met een verblijf in de cel, afgewisseld met vele wandelingen op de binnenplaats en het beantwoorden van zijn uitvoerige correspondentie.
Aus der Fünten had als hobby schilderen en kreeg in de koepelgevangenis les van de in Breda bekende schilder Jan Strube. Het schildersmateriaal werd voor hem uit West-Duitsland meegenomen door zijn echtgenote. Toen zijn ogen te slecht werden, was hij gedwongen met deze liefhebberij te stoppen.
Niet alleen in Breda, maar ook elders in Nederland bevonden zich oorlogsmisdadigers in gevangenschap. Allen, op vier na, werden begin jaren zestig vrijgelaten. De vier overgeblevenen – naast Aus der Fünten waren dat Franz Fischer, Joseph Kotalla en Willy Lages – verbleven in de koepelgevangenis van Breda en werden om die reden in de wandelgangen aangeduid als de Vier van Breda. Nadat Lages in 1966 was vrijgelaten, sprak men van de Drie van Breda. In de jaren zeventig wilde toenmalig minister van Justitie Dries van Agt hen vrijlaten, maar dit stuitte op zoveel weerstand dat hij daarvan afzag. Nadat in 1979 Kotalla was overleden, sprak men nog van de Twee van Breda.
Halverwege de jaren zeventig onderging Aus der Fünten een longoperatie. Ook verliet hij de gevangenis om in het nabijgelegen Ignatiusziekenhuis de oogarts te bezoeken vanwege zijn staar. Gebeurde dat eerst per taxi, later liep hij de korte afstand onder begeleiding van een bewaarder. Ook liep hij korte afstanden zonder zichtbare begeleiding. Eind maart 1987 werd hij daarbij gefotografeerd door een persfotograaf, wat de media haalde. Sindsdien werden de veiligheidsnormen verscherpt. Aus der Fünten kreeg ook last van spataderen en moest steunkousen gaan dragen. Vocht hoopte zich op in vooral zijn benen, maar geestelijk bleef hij helder.
Uiteindelijk werden Aus der Fünten en Fischer toch nog tamelijk onverwacht in vrijheid gesteld en wel door een beslissing van minister van Justitie Frits Korthals Altes op 27 januari 1989. De Tweede Kamer had even daarvoor een motie verworpen om de vrijlating niet door te laten gaan. Op dezelfde dag werden beiden tot 'persona non grata' verklaard en verordonneerd het land te verlaten. Aus der Fünten en Fischer werden die dag per ambulance en onder politiebegeleiding naar de grens ten noorden van Venlo gebracht. De echtgenote van Aus der Fünten leefde nog bij zijn vrijlating en was toen 79 jaar. Het echtpaar had een zoon en een dochter. Aus der Fünten ging bij zijn zoon in Duisburg wonen, maar na bedreigingen dook hij na enkele weken onder in een verzorgingstehuis. Tweeëntachtig dagen na zijn vrijlating overleed Aus der Fünten in West-Duitsland op 79-jarige leeftijd aan een hersenbloeding.